# 사인-고든 방정식
수학 및 물리학에서 사인-고든 방정식(영어: sine–Gordon equation)은 솔리톤 해를 가지는 비선형 쌍곡 편미분 방정식으로, 적분가능계를 대표하는 예이다.
이 방정식은 단진자 운동 {\displaystyle {\frac {d^{2}\theta }{dt^{2}}}+\sin \theta =0}을 2차원 시공간으로 확장한 것으로도 볼 수 있다.

## 역사와 어원
1862년에 에드몽 부르(프랑스어: Edmond Bour)가 최초로 연구하였다. 1939년에 야코프 프렌켈(러시아어: Яков Ильич Френкель)과 콘토로바(러시아어: Т. М. Конторова)가 재발견하였다.
"사인-고든"이라는 이름은 클라인-고든 방정식에 빗댄 말장난인데, 이는 사인고든 방정식이 클라인-고든 방정식 중 질량항을 사인 함수 모양 퍼텐셜로 바꾼 꼴이므로, "클라인"을 각운(脚韻)이 같은 "사인"으로 대체한 것이다.

## 정의
2차원 시공간 {\displaystyle (t,x)\in \mathbb {R} ^{2}}에서, 사인-고든 방정식은 다음과 같다.
{\displaystyle {\frac {\partial ^{2}\phi }{\partial t^{2}}}-{\frac {\partial ^{2}\phi }{\partial x^{2}}}+\sin \phi =0}
(※ {\displaystyle \phi =\phi (t,x)}를 뜻한다.)
이는 다음과 같은 라그랑지언 밀도로부터 유도할 수 있다.
{\displaystyle {\mathcal {L}}={\frac {1}{2}}\left[\left({\frac {\partial \phi }{\partial t}}\right)^{2}-\left({\frac {\partial \phi }{\partial x}}\right)^{2}\right]-1+\cos \phi }
즉, 퍼텐셜이
{\displaystyle V(\phi )=1-\cos \phi }
인 스칼라 장론이다.

## 공식
{\displaystyle \phi _{1}}이 사인고든방정식을 만족하는 답이면 아래 공식을 통해 또다른 답 {\displaystyle \phi _{2}}을 구할 수 있다.
{\displaystyle {\frac {\partial \phi _{2}}{\partial t}}={\frac {\partial \phi _{1}}{\partial x}}+\left(a-{\frac {1}{a}}\right)\cos {\frac {\phi _{1}}{2}}\sin {\frac {\phi _{2}}{2}}+\left(a+{\frac {1}{a}}\right)\sin {\frac {\phi _{1}}{2}}\cos {\frac {\phi _{2}}{2}}}
{\displaystyle {\frac {\partial \phi _{2}}{\partial x}}={\frac {\partial \phi _{1}}{\partial t}}+\left(a+{\frac {1}{a}}\right)\cos {\frac {\phi _{1}}{2}}\sin {\frac {\phi _{2}}{2}}+\left(a-{\frac {1}{a}}\right)\sin {\frac {\phi _{1}}{2}}\cos {\frac {\phi _{2}}{2}}}
(※ a는 상수)
위 공식은 아래 식들을 통해 만들어진다.
{\displaystyle \left({\frac {\partial }{\partial x}}+{\frac {\partial }{\partial t}}\right)(\phi _{2}-\phi _{1})=2a\sin {\frac {\phi _{2}+\phi _{1}}{2}}}
{\displaystyle \left({\frac {\partial }{\partial x}}-{\frac {\partial }{\partial t}}\right)(\phi _{2}+\phi _{1})={\frac {2}{a}}\sin {\frac {\phi _{2}-\phi _{1}}{2}}}

## 솔리톤 해
사인-고든 방정식은 다음과 같은 솔리톤 해를 갖는다.
{\displaystyle \phi (t,x)=4\arctan \exp \left({\frac {x-x_{0}-vt}{\sqrt {1-v^{2}}}}\right)}
이는 속도 {\displaystyle v}로 움직이고, 초기 위치가 {\displaystyle x_{0}}인 솔리톤을 나타낸다.

### 1-솔리톤 풀이
{\displaystyle {\frac {\partial \phi }{\partial t}}=0}일때는
{\displaystyle {\frac {d^{2}\phi }{dx^{2}}}=\sin \phi }
이니, 양변에다 {\displaystyle {\frac {d\phi }{dx}}}를 곱한 뒤 적분하면
{\displaystyle {\frac {1}{2}}\left({\frac {d\phi }{dx}}\right)^{2}=2m-(1+\cos \varphi )}
{\displaystyle =2\left(m-\cos ^{2}{\frac {\phi }{2}}\right)}
(※ m은 상수)
이 되어, 이걸 2로 나눠주면 사인고든 방정식이
{\displaystyle \left({\frac {d}{dx}}{\frac {\phi }{2}}\right)^{2}=m-\cos ^{2}{\frac {\phi }{2}}}
으로 바뀐다.
그다음 {\displaystyle \sin {\frac {\phi -\pi }{2}}=-\cos {\frac {\phi }{2}}={\sqrt {m}}f}로 잡으면 {\displaystyle \sin {\frac {\phi }{2}}\times {\frac {d}{dx}}{\frac {\phi }{2}}={\sqrt {m}}{\frac {df}{dx}}}이니, 양변에 {\displaystyle \sin ^{2}{\frac {\phi }{2}}}를 곱하고 정리해보면 야코비 타원함수 sn에 대한 방정식
{\displaystyle \left({\frac {df}{dx}}\right)^{2}=(1-f^{2})(1-mf^{2})}
이 나와
{\displaystyle f(x)=\operatorname {sn} (x,m)}
임을 알수있고 이걸 아까 바꾸는 식에다 넣고 정리하면
{\displaystyle \phi (x)=\pi +2\arcsin {\sqrt {m}}\operatorname {sn} (x,m)}
이 된다.
이 식에서 m=1로 놓고 정리한 뒤 로런츠 변환을 시키면 위에서 말한 식이 나온다.

## 양자화
사인-고든 모형은 양자화할 수 있다. 양자화하면 플랑크 상수에 해당하는 매개변수가 하나 더 추가되며, 이에 따라서 입자 스펙트럼이 달라진다. 이 모형의 산란 행렬은 해석적으로 계산 가능하며, 이는 티링 모형과 S-이중성을 통해 동형이다.

## 같이 보기
- 조지프슨 효과
- 플럭손